# Sandrine Veysset
Sandrine Veysset (Aviñón, 29 de marzo de 1967) es una directora de cine y guionista francesa.

## Biografía
Estudió literatura francesa hasta que abandonó la escuela para dedicarse al cine. Un amigo le presentó a Leos Carax y fue contratada como su conductora mientras él rodaba Los amantes del Pont Neuf (1991) en 1989. Su primer contacto real con el cine ocurrió cuando se convirtió en asistenta del director de arte de esa película. Fue Leos, ha explicado, quien la animó a empezar a escribir su primer guion en 1991.
Dirigió su primera película en 1995, Y aura-t-il de la neige à Noël? (1996) que le valió un premio César en 1997 a la Mejor ópera prima.
Su tercera película, Martha. . . Martha (2001) inauguró la Quincena de los Realizadores en el Festival de Cine de Cannes de 2001.
En 2021 su obra fue uno de los focos del Festival Internacional de Cine de Gijón.
Veysset trabajó habitualmente con el productor de Ognon Pictures Humbert Balsan hasta su muerte y con la cámara Hélène Louvanton en todas sus películas con quien explica Veysseet existe una importante simbiosis.
A finales de 2021 finaliza el rodaje de su primer trabajo para televisión, "La vie devant toi" (La vida ante ti), en el que aborda el lesbianismo y la homofobia a través de la historia de Violette, de 16 años, nadadora competitiva, que se enamora de Lisa.

## Perspectiva mágica
Veysset explica que en su cine narra la realidad desde una perspectiva "mágica" "como si se contara un cuento". Una posición que se sitúa entre el cine "verité" y la ficción pura. "No hago películas sobre la realidad social, porque lo que me importa es desnudar la psicología de los personajes", ha dicho.

## Filmografía
- Y aura-t-il de la neige à Noël ? (1996) largometraje 50'
- Victor... Pendant qui'il est trop tard (1998) largometraje 88'

- Martha...Martha (2001)'
- Bien joué (2008) corto
- Il sera une fois... (2006)
- L’habit ne fait pas le moine (2013) corto 15'
- Cinéma de quartier (2013) corto 10
- L’Homme qu’il me faut' (2013) corto 19'
- L'Histoire d'une mère (2016) 83'

- Le mystère Huppert (2019) documental